# La coda del diavolo (film 1964)
La coda del diavolo è un film del 1964 diretto da Moraldo Rossi.

## Produzione
Il film è stato prodotto dalla Riverfilm.